# Кілберн (станція метро)

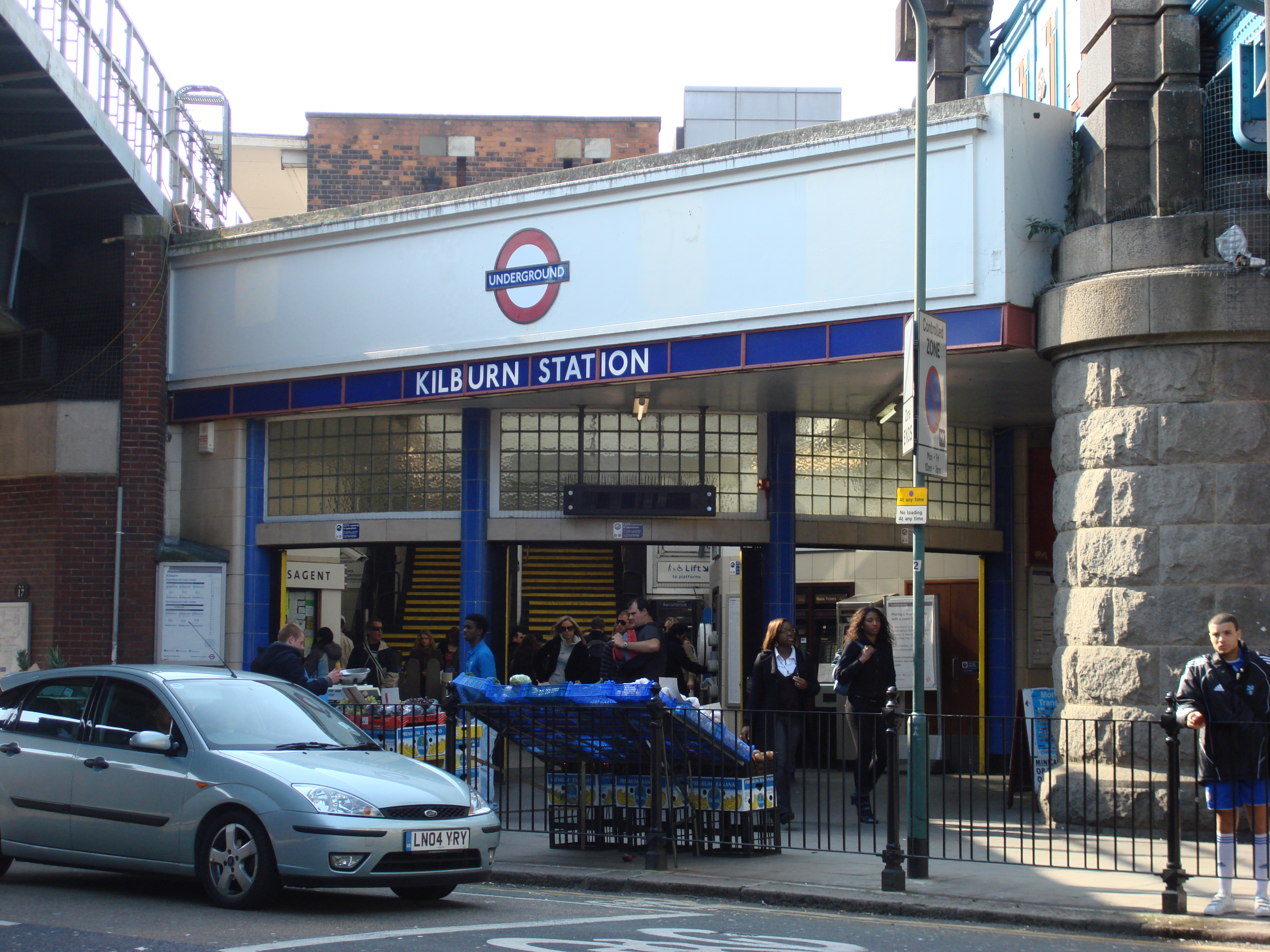
Вхід до станції Кілберн

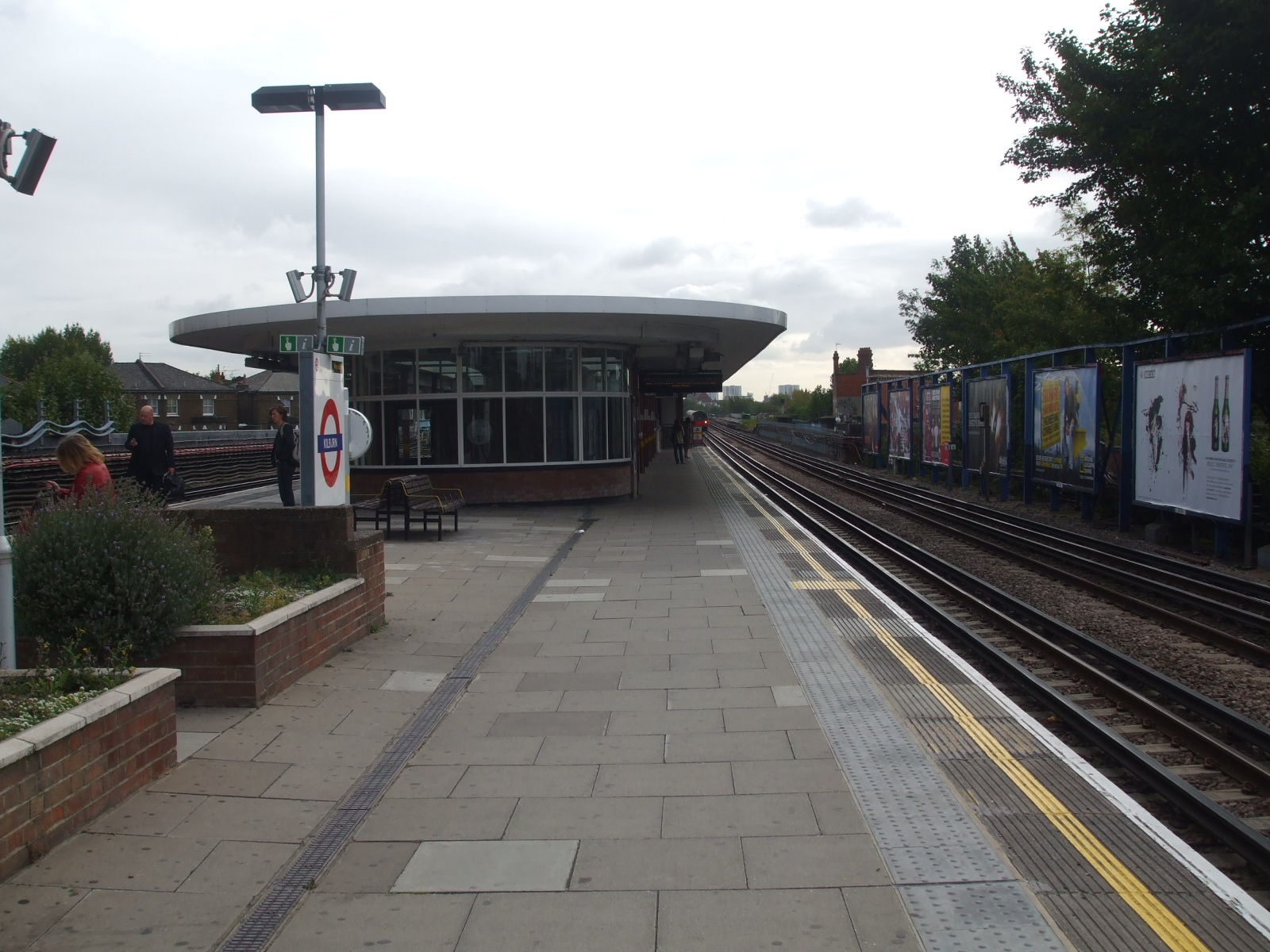
Платформа метростанції Кілберн

51°32′50″ пн. ш. 0°12′17″ зх. д. / 51.547222° пн. ш. 0.204722° зх. д.
Кілберн (англ. Kilburn) — станція лінії Джубилі Лондонського метро, у Брондзбері-парк, Лондон. Розташована у 2-й тарифній зоні, між станціями Віллесден-Грін та Вест-Гемстед. Пасажирообіг на 2017 рік — 8.62 млн.

## Історія
- 24 листопада 1879: відкриття станції у складі Metropolitan Railway, як Кілберн-енд-Брондзбері[5].
- 20 листопада 1939: відкриття трафіку лінії Бейкерлоо.
- 7 грудня 1940: припинення трафіку лінії Метрополітен
- 25 вересня 1950: станцію перейменовано на Кілберн.
- 1 травня 1979: закриття трафіку Бейкерлоо, відкриття Джубилі.

## Пересадки
- на автобуси оператора London Buses маршрутів: 16, 32, 189, 316, 332, 632[6] та нічний маршрут N16[7]
- На станцію Брондзбері Північно-Лондонської лінії London Overground.